# Jake Flannigan
Jake Flannigan (sinh ngày 2 tháng 2 năm 1996) là một cầu thủ bóng đá người Anh thi đấu ở vị trí hậu vệ hoặc tiền vệ cho câu lạc bộ EFL League One Burton Albion, mượn từ Southampton. Anh ra mắt cho Burton ngày 4 tháng 9 năm 2018 trong trận đấu tại EFL Trophy trước Walsall.